# アンニョン、フランチェスカ
『アンニョン、フランチェスカ』（別名：『ハロー、フランチェスカ』『こんにちは、フランチェスカ』）は、2005年1月24日から2006年2月27日にかけて韓国の文化放送で放送されたシットコム形式のテレビドラマ(全3シーズン52話)。
ルーマニアから韓国へやってきた吸血鬼の一族を中心に描かれる日常劇である。こうした設定を純粋な韓国人俳優たちが真面目に演じる点をはじめ、笑わせどころのほとんどがブラック・ジョークである点や、アイロニーをふんだんに取り入れたストーリー展開が、常に数多く放送されてきた韓国のシットコムのなかで異彩を放つ。また、そうした斬新さから、放送当初には話題と人気をほしいままにし、社会現象とまでなった。
その後に日本でもケーブル・テレビを中心に放送され、韓流ファンたちのあいだで異色の韓流ドラマとして認識されている。なお、自由国民社の2006年版『現代用語の基礎知識』でも、「コリアン文化に親しむ用語の解説」のなかで、韓国研究者太田心平により紹介されている。